# Iglesia de Shoana

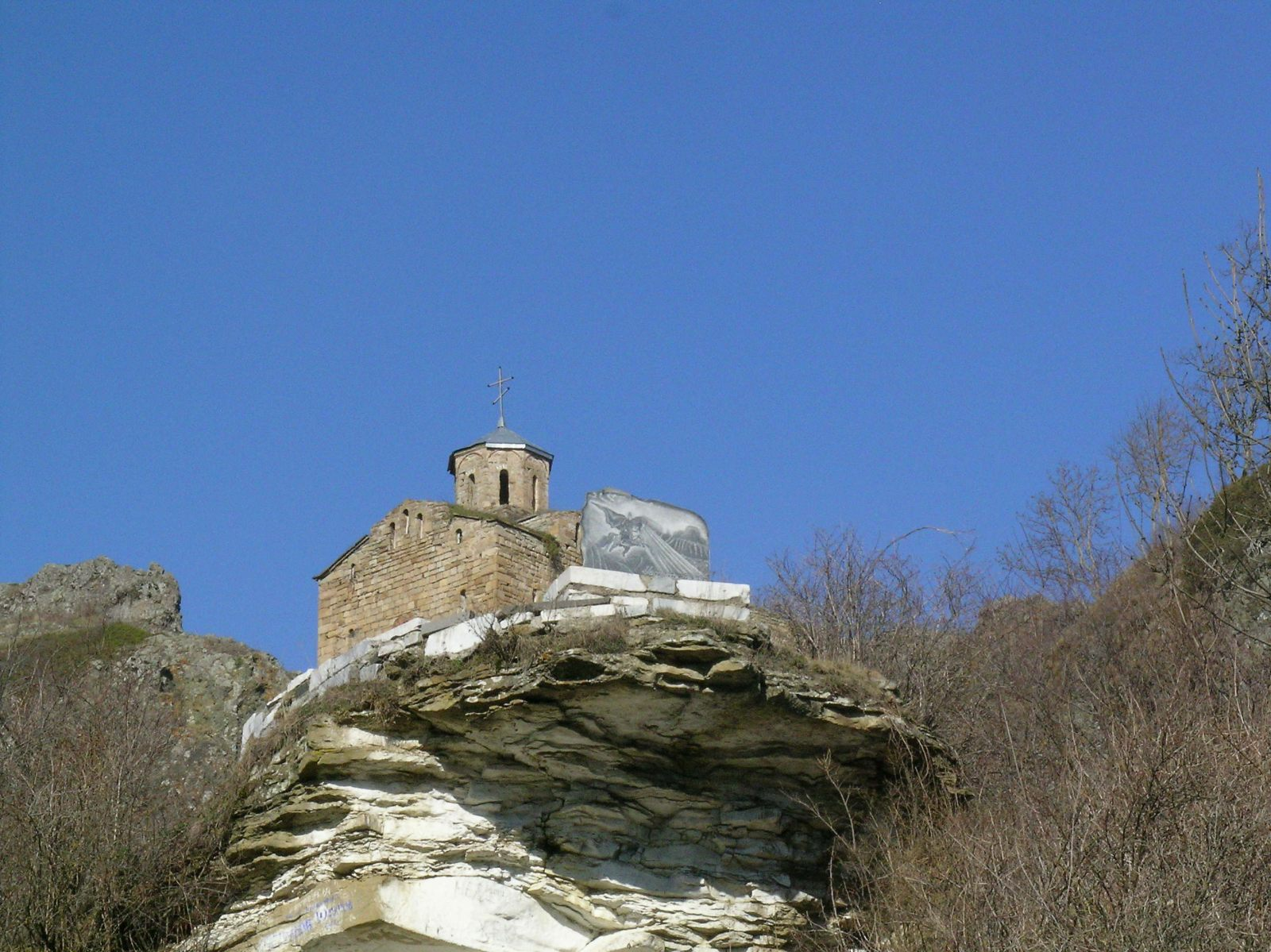
Iglesia de Shoana.

La Iglesia de Shoana (en ruso: Шоанинский храм; también conocida como Iglesia de Jumara (Хумаринский храм), es una iglesia circasiana de principios del siglo X situada sobre un acantilado en la orilla izquierda del río Kubán, 4 km río abajo de las ruinas de Sjimar, en los alrededores del pueblo de Kostá Jetagúrov. Es una típica iglesia bizantina de 12.9 metros de altura, con tres naves separadas por cuatro pilares. El edificio fue explorado, y descrito por Joseph Bernadazzi en 1829, y de un modo más académico por Abraham Firkóvich en 1848. Dos libros medievales de esta iglesia están conservados actualmente en la Universidad de Göttingen.